# 109 Prince Street
109 Prince Street es un edificio histórico de hierro fundido en el distrito de Manhattan en Nueva York  (Estados Unidos). Está ubicado en el vecindario de SoHo, en la esquina de la calle Greene. Fue construido en 1882 y 1883 y fue diseñado por Jarvis Morgan Slade en estilo neorrenacentista francés. Cheney & Hewlett proporcionó la fachada de hierro fundido.
El edificio era originalmente una tienda y ha sido descrito como una de las joyas más llamativas de la arquitectura de hierro fundido del siglo XIX en el mundo. Completamente restaurado en 1993 por el estudio de arquitectura Kapell & Kostow, recibió el prestigioso Certificado de Mérito Histórico de la Comisión de Preservación de Monumentos Históricos de la Ciudad de Nueva York en 1994. Está ubicado dentro del Distrito Histórico de Hierro Fundido de SoHo.